# Stefan Birčević
Stefan Birčević (in serbo Стефан Бирчевић?; Lazarevac, 13 dicembre 1989) è un ex cestista serbo.

## Carriera
Con la Serbia ha disputato i Giochi olimpici di Rio de Janeiro 2016, due edizioni dei Campionati mondiali (2014, 2019) e i Campionati europei del 2017.

## Palmarès
- Coppa di Serbia: 1

Partizan Belgrado: 2020
- Campionato rumeno: 1

U Cluj: 2022-23
- Coppa di Romania: 1

U Cluj: 2023
- Supercoppa ABA Liga: 1

Partizan Belgrado: 2019
- Supercoppa di Romania: 2

U Cluj: 2021, 2022